# Nemotelus convexiceps
Nemotelus convexiceps är en tvåvingeart som beskrevs av James 1974. Nemotelus convexiceps ingår i släktet Nemotelus och familjen vapenflugor. Inga underarter finns listade i Catalogue of Life.